# Paradrymonia binata
Paradrymonia binata är en tvåhjärtbladig växtart som beskrevs av Wiehler. Paradrymonia binata ingår i släktet Paradrymonia och familjen Gesneriaceae. Inga underarter finns listade i Catalogue of Life.